# Hemicub
În geometrie un hemicub este un politop abstract⁠(d) regulat, care are jumătate din fețele unui cub.

## Realizare
Poate fi realizat ca un poliedru proiectiv⁠(d) (o teselare a planului proiectiv real⁠(d) cu 3 patrulatere), care poate fi vizualizat prin construirea planului proiectiv ca o emisferă unde puncte opuse de-a lungul frontierei sunt conectate și împart emisfera în trei părți egale.

## Geometrie
Are 3 fețe pătrate, 6 laturi și 4 vârfuri. Are proprietatea neașteptată că fiecare față este în contact cu fiecare altă față pe două laturi și fiecare față conține toate vârfurile, ceea ce oferă un exemplu de politop abstract ale cărui fețe nu sunt determinate de seturile lor de vârfuri.
Din punctul de vedere al teoriei grafurilor, scheletul⁠(d) este un graf tetraedric, o încorporare a lui K4 (graf complet cu patru vârfuri) pe un plan proiectiv real⁠(d).
Hemicubul nu trebuie confundat cu semicubul – hemicubul este un poliedru proiectiv, în timp ce semicubul este un poliedru obișnuit (în spațiul euclidian). În timp ce ambele au jumătate din vârfurile unui cub, hemicubul este un cât al cubului, în timp ce vârfurile semicubului sunt un subset al nodurilor cubului.

## Politopuri înrudite
|                                     |                                   |
| Poligoanele Petrie ale tetraedrului | Dualul hemicubului, hemioctaedrul |

Hemicubul este dualul Petrie al tetraedrului regulat, cu cele patru vârfuri și șase laturi ale tetraedrului și trei poligoane Petrie patrulatere. Fețele pot fi văzute în culorile roșie, verde și albastru ale laturilor în graful tetraedric.